# أولاد حدادة (تافرانت)
أولاد حدادة هي إحدى مشيخات المملكة المغربية، تتبع جغرافيا لإقليم تاونات وإداريًا لتافرانت. يقدر عدد سكانها بـ 2275 نسمة حسب الإحصاء الرسمي للسكان والسكنى لسنة 2004.